# 100てんコミック
『100てんコミック』は、1980年から1983年まで刊行された少年向け月刊漫画雑誌である。発行元は双葉社。

## 概要
1980年12月創刊。『月刊コロコロコミック』（小学館）や『コミックボンボン』（講談社）と同サイズの月刊漫画誌だった。
連載作品の中では、河合一慶による『忍者マン一平』が人気を得て、テレビアニメ化もされている。なお、『おちゃめ神物語コロコロポロン（原題『オリンポスのポロン』）』はテレビアニメ化に伴い原題から改題、本誌にて連載された。しかし売り上げでは競合誌の『コロコロ』や『ボンボン』の牙城を崩すまでに至らず、1983年1月、創刊から2年ほどで休刊（廃刊）となった。
本誌でデビューした漫画家には、高倉マサオがいる。

## 主な連載漫画
- 『忍者マン一平』（河合一慶）
- 『がんばれ!!タブチくん!!』（いしいひさいち/尾崎みつお、斉藤輝彦）※ジュニア版で『漫画アクション』掲載のものとは異なる
- 『どらン猫小鉄』（はるき悦巳）※『じゃりン子チエ』のスピンオフ作品
- 『ロボダッチ』（小沢さとる）
- 『ルパン8世』（おりはるこん）
- 『ミラクルボンバー』（コンタロウ）
- 『マッハSOS』（桜多吾作）
- 『おちゃめ神物語コロコロポロン』（吾妻ひでお）
- 『マグナムJ』（滝川健市/渡辺修己）
- 『めちゃんこウサ太』（小林たつよし）
- 『移動交番175』（笠原倫）
- 『釣りガキ大統領』（キドタモツ）
- 『ジャスピンくん』（福永ヒロ）
- 『ぼくとクロッペ』（加藤唯史）
- 『がんばれ!ガンバ』（国友やすゆき）
- 『鉄人28号』（横山光輝/あけちみつる）
- 『サイボーグ009 超銀河伝説』（石森章太郎 、桜多吾作）
- 『スーパー極道マン』（高倉マサオ）
- 『おつむてんてん』（ななつめなつめ）
- 『走れ!ポケバイ』（あべこうじ）
- 『発明そん太くん』（すずおやすき）
- 『アニマル学園チョメちゃん』（石森章太郎）
- 『3年B組ガジャ夫くん』（土居孝幸）